# Ли Цюнь
Ли Цюнь (кит. 力群; 1913 — 10 февраля 2012) — китайский художник и гравёр. В Китае считался величайшим гравёром по дереву XX века.
Родился в провинции Шаньси, уезд Линши. В 1931 году поступил учиться в государственное художественное училище Ханчжоу, в 1933 году стал членом Исследовательского общества по гравюре на дереве «Мулин», где занялся созданием гравюр. Примерно в то же время стал членом Китайского Левофлангового Союза художников, создав одну из самых известных своих работ — портрет Лу Синя в виде гравюры на дереве. В 1940 году переехал в Янъань, где стал преподавать в Институте литературы и искусства имени Лу Синя на художественном факультете. В 1942 году участвовал в Янъаньской конференции по вопросам литературы и искусства.
В 1945 году он возглавил отдел искусства Культурного союза и одновременно получил должность главного редактора журнала «Женьминьхуавао», издававшегося в провинциях Суйюань и Шаньси. В 1949 году был избран постоянным членом Всекитайского союза художников; в течение трёх созывов этого союза каждый раз избирался в члены его правления. В 1952 году переехал в Пекин, где работал в издательстве народного искусства. С 1955 по 1965 год состоял секретарём Всекитайского Союза художников, входил в состав партийной группы руководства союза, занимал целый ряд других должностей, в разное время исполняя обязанности вице-председателя (с 1977 года) и почётного председателя Китайского общества гравёров, почётного председателя Федерации литературы и искусства Шаньси, Общества литераторов и художников Шаньси, почётного директора Дома художников Шаньси, почётного профессора художественного факультета Северо-Западного педагогического университета, заместителя главного редактора журнала «Искусство» и главного редактора журнала «Гравюра». С 1960 года активно путешествовал по всему Китаю, создавая многочисленные гравюры на дереве.
Был награждён Государственной премией КНР, медалью за вклад в развитие китайской гравюры, званием «Народный художник» провинции Шаньси, а также золотой медалью Центра художественного обмена между Японией и Китаем. В 2005 году в его родном городе был открыт музей китайской гравюры, названный его именем. Его работы выставлены во многих музеях Китая и мира, в том числе в Русском и Британском музеях.